# Alabes dorsalis
Alabes dorsalis, in seiner südaustralischen Heimat „shore eel“, also „Strandaal“ genannt, ist ein kleiner Fisch aus der Familie der Schildfische (Gobiesocidae).

## Beschreibung
Die Färbung des ca. 12 cm langen Alabes dorsalis ist gras- bis olivgrün, braun- oder gelbrot (fixierte Tiere im Museum meist rot), oft mit einigen großen runden dunklen Flecken an den Seiten. Der Körper ist fast drehrund, mindestens zehnmal so lang wie hoch; die unpaarigen Flossen sind zu einem niedrigen Saum verbunden, aber Strahlen bestehen nur im Schwanzflossenbereich (C 7-8), der spitz zuläuft. Die Brustflossen sind verschwunden. Die Augen sind recht groß, die Schnauze ist kurz und stumpf. Die Kieferbezahnung ist kräftig (je eine Reihe spitzer Zähne).
Bei A. dorsalis ist der Bauchsaugnapf noch kenntlich (V 3), bei den anderen acht Arten völlig reduziert. Die Kiemenöffnungen sind ventral verschoben, verschmolzen und als Querspalt von einem kleinen Wulst (den „Lippen“) umgeben. Dadurch entsteht äußerlich große Ähnlichkeit zu den süßwasserbewohnenden Synbranchidae. Das Praemaxillare hat einen sehr langen aufsteigenden Fortsatz (obwohl das Maul nicht vorstreckbar ist – daher auch keinen Rostralknorpel); ein Submaxillarknorpel ist vorhanden. Das Palatinum ist ziemlich reduziert und hat keinen Kontakt mit dem übrigen Suspensorium. Das Hyomandibulare gelenkt vorne nur am Sphenoticum (sonst bei Fischen meist auch am Prooticum). Das Interhyale gelenkt nicht wie üblich innen am Hyomandibular(-End)e, sondern eher außen. Nur drei Branchiostegalradien. Kiemen nur an drei Kiemenbögen. Kopfseitenlinien unvollständig, insbesondere fehlt der Praeoperculo-Mandibular-Kanal. Die vordere Narine ist kurz tentakelartig ausgezogen. 66-78 Wirbel, davon 22 Präcaudal-Wirbel (Wirbel vor der Schwanzwirbelsäule).

## Verbreitung, Lebensraum und Lebensweise
Der „Strandaal“ kommt nur an der Südküste Australiens, einschließlich des Großteils der Ostküste von New South Wales, und der Nordostküste Tasmaniens vor. Sein Lebensraum sind die intertidalen (Gezeitenzone) und flachen subtidalen Zonen von Riff- und Seegrasgebieten. Man findet ihn auch in Gezeitentümpeln, wo er stundenlanges Liegen ohne Zufluss von Frischwasser im Versteck aushält. Er lebt häufig verborgen unter Steinen und Muscheln und in Seegras- oder Algenrasen bis in etwa 10 m Tiefe, wird auf Grund seiner Größer aber öfter als andere Strandaale entdeckt. Die Nahrung besteht aus Invertebraten, vor allem Crustaceen. Wirtschaftliche Bedeutung kommt der Art (so wie den Verwandten) nicht zu. In Tasmanien dürfen jährlich 250 Exemplare für die Aquaristik Industrie gefangen werden.

## Systematik
Die Alabes-Arten sind in der in Australien endemisch vorkommenden Unterfamilie Cheilobranchinae zusammengefasst. Alabes ist die einzige Gattung in Cheilobranchinae. Ohne Saugnapf war die enge Verwandtschaft zu den Gobiesocidae lange unklar, so dass man die Fische als Cheilobranchidae bzw. als „Alabetidae“ (was wieder grammatikalisch falsch ist – richtig wäre nur Alabidae) isolierte; Victor G. Springer (1976) lehnt sogar eine eigene Unterfamilie ab weil kein positives Merkmal sie charakterisiere. Der deutlichste Hinweis auf die enge Verwandtschaft ist das Kugelgelenk zwischen Supracleithrum und Cleithrum im Schultergürtel. Laut Springer scheint Alabes am ehesten mit Gastrocymbe verwandt zu sein.